# Odontesthes yucuman
Odontesthes yucuman es una especie de pez ateriniforme de la familia de los aterínidos y del género Odontesthes, cuyos integrantes son denominados comúnmente pejerreyes. Habita en aguas dulces subtropicales del nordeste del Cono Sur de América del Sur. 

## Taxonomía
Esta especie fue descrita originalmente en el año 2017 por los ictiólogos Juliana M. Wingert, Juliano Ferrer y Luiz Roberto Malabarba.
Localidad tipo
La localidad tipo referida es: “río Passo Fundo (en las coordenadas: 27°20′44″S 52°43′52″O / -27.34556, -52.73111), Nonoai, aguas abajo de la central hidroeléctrica Monjolinho, estado de Río Grande del Sur (Brasil)”.
Holotipo
El ejemplar holotipo designado es el catalogado como: UFRGS 21310 (ts); se trata de un espécimen adulto el cual midió 159 mm de longitud estándar. Fue capturado por R. Angrizani el 1 de septiembre de 2010. Se encuentra depositado en la colección de ictiología de la Universidad Federal de Río Grande del Sur (UFRGS).
Etimología
Etimológicamente, el sustantivo en aposición empleado en su epíteto específico (yucuman) es un topónimo que deriva de Yucumã, que es la palabra empleada en Brasil para designar al enorme salto longitudinal del río Uruguay denominado en español saltos del Moconá. Dicha caída de agua constituye un límite divisor, el cual se interpone entre la ecorregión de agua dulce de la cual este pez es endémico —denominada Uruguay superior— respecto a la que se encuentra inmediatamente aguas abajo, la que es conocida como Uruguay inferior, en la cual habita una especie del mismo género estrechamente relacionada con Odontesthes yucuman: el pejerrey juncalero (O. perugiae).
Caracterización y relaciones filogenéticas
Odontesthes yucuman alcanza una longitud estándar máxima de 168,7 cm. Posee una banda longitudinal plateada, la cual separa la porción dorsal —de coloración ligeramente verdosa clara— de la sección ventral —de color blancuzco—. Los márgenes distales de la aleta anal y de la segunda dorsal son rojizos. En la parte laterodorsal del cuerpo presenta un aspecto reticulado, esto es debido a la presencia de cromatóforos negros en el borde de las escamas.
Odontesthes yucuman pertenece al “grupo de especies Odontesthes perugiae”, ya que presenta dientes de la hilera externa del dentario y premaxilar más cortos que los de la hilera interior. Es posible separarla de esas especies por el número de branquiespinas, medidas corporales y algunos caracteres osteológicos.

## Distribución y hábitat
Odontesthes yucuman se distribuye en el centro-este de América del Sur, siendo exclusiva de cursos fluviales templado-cálidos y embalses pertenecientes a la cuenca del alto río Uruguay, en la porción de esta hoya hidrográfica ubicada aguas arriba de los saltos del Moconá, en el norte del estado de Río Grande del Sur y el sudoeste del de Santa Catarina, en el sur de Brasil. Fue colectado en el río Passo Fundo y en aguas relacionadas con tres centrales hidroeléctricas erigidas en la cuenca del río Uruguay: Itá, Machadinho y Monjolinho, tanto en las porciones represadas como en sectores inmediatamente aguas abajo de las presas. El río Uruguay es parte de la cuenca del Plata, cuyas aguas se vuelcan en el océano Atlántico Sudoccidental por intermedio del Río de la Plata.
Ecorregionalmente es un endemismo estricto de la ecorregión de agua dulce Uruguay superior. Un lote de tres ejemplares (MCP 40026), correspondientes al material designado como paratipo en la descripción de esta especie, fue colectado sobre el río Uruguay, en el paraje Capela, municipio de Mondaí, estado de Santa Catarina. Esta procedencia (ubicada en las coordenadas: 27°11′52″S 53°38′42″O / -27.19778, -53.64500) se encuentra a 25 kilómetros aguas arriba —19 km en línea recta— de la frontera con el nordeste de la Argentina (en el sector oriental de la provincia de Misiones); si bien esa zona lindera de este último país se encuentra insertada en la ecorregión de agua dulce Alto Uruguay, aún no fue reportado algún ejemplar capturado en aguas argentinas.